# Teatre de la Unió Liberal
El Teatre de la Unió Liberal va ser un teatre de Granollers, situat a l'actual carrer Anselm Clavé, núm. 40. Formava part de l'edifici de la Unió Liberal, entitat progressista creada a l'any 1887. Quan es va construir, era un dels teatres més grans de Catalunya.
El 1890 van comprar el «Clos d'en Piferrer» a la carretera. El mateix any ja s'hi va estrenar el «Teatre d'Istiu» i el 1891 un edifici permanent, dissenyat pel mestre d'obres Ramon Vendrell. Tots els socis va treballar de franc i van ser recompensats amb accions. La sala tenia una capacitat de mil persones, i es va eixamplar amb el temps amb un verstíbul, una grada i llotges. Va ser completat vers 1912. L'escenari feia 9 m × 12 m amb 5 m d'alçada. Va ser muntat pel maquinista de teatre Madalena de Barcelona i el decorat va ser confiat a I'escenograf Chia i al pintor local Ignasi Martí.
L'entitat va durar fins a l'any 1939, amb la fi de la Guerra Civil. Després va ser confiscat per la Falange Espanyola que el van reanomenar Salon-teatro anexo al local de la FET I de las JONS.
L'any 1970, l'Ajuntament de Granollers va iniciar els tràmits per a la municipalització del local. Després de diferents propostes d'ús, i no sense polèmica, el 1973 es va enderrocar l'edifici i construir en el seu solar, l'actual Museu de Granollers.